# Богданов, Анатолий Васильевич
Анато́лий Васи́льевич Богда́нов (укр. Анатолій Васильович Богданов; род. 28 ноября 1947, Курск) — советский хоккеист, советский и украинский хоккейный тренер. Заслуженный тренер СССР (1989).

## Карьера тренера

### Клубная
- Главный тренер команды «Сокол» (Киев) (1976—91, Высшая лига)
- Главный тренер команды «Ильвес» (Тампере) (1991—92, декабрь, СМ-лига)
- Главный тренер команды «КооКоо» (Коувола) (1993—94)
- Главный тренер команды КалПа (Куопио) (1994—95, СМ-лига)
- Главный тренер команды ТуТо (Турку) (1996—04)
- Главный тренер команды «Трактор» (Челябинск) (2005, Высшая лига)
- Главный тренер команды «Витязь» (Чехов) (2005, Суперлига)
- Главный тренер команды «Торпедо» (Нижний Новгород) (2005—06, Высшая лига)
- Помощник главного тренера команды «Торпедо» (Нижний Новгород) (2011—13, КХЛ)

### В сборных
- Тренер второй сборной СССР (1979—1989)
- Тренер молодёжной сборной СССР (1983—85)
- Главный тренер сборной Украины (1995, 1998—2003)
- Тренер-консультант сборной Украины (2009)

## Награды
- Заслуженный тренер СССР (1989)
- Заслуженный тренер Украинской ССР (1978)
- Заслуженный работник физической культуры Украинской ССР (11 декабря 1981)
- Награждён орденом князя Ярослава Мудрого V степени (24 декабря 2008)